# Phragmatobia placida
Phragmatobia placida — вид лускокрилих комах з родини еребід (Erebidae).

## Поширення
Вид поширений в Південно-Східній Європі (Албанії, Боснії та Герцеговині, Болгарії, Північній Македонії, Греції), Малій Азії, Близькому Сході, на Закавказзі і Середній Азії. Реліктова популяція є в Україні на півдні Криму, де вперше виявлений у 1986 році.

## Опис
Розмах крил 34-38 см. Хоботок нерозвинений. Метелик схожий на Phragmatobia fuliginosa, від якого вдрізняється наявністю чорної цятки на передньому крилі поруч з чорною плямою ближче до краю.

## Спосіб життя
Гусениці живляться листям подорожника і кульбаби.

## Підвиди
- Phragmatobia placida placida
- Phragmatobia placida mirzayansi Dubatolov & Zahiri, 2005
- Phragmatobia placida unipuncta Amsel, 1935